# Alexander Deichsel

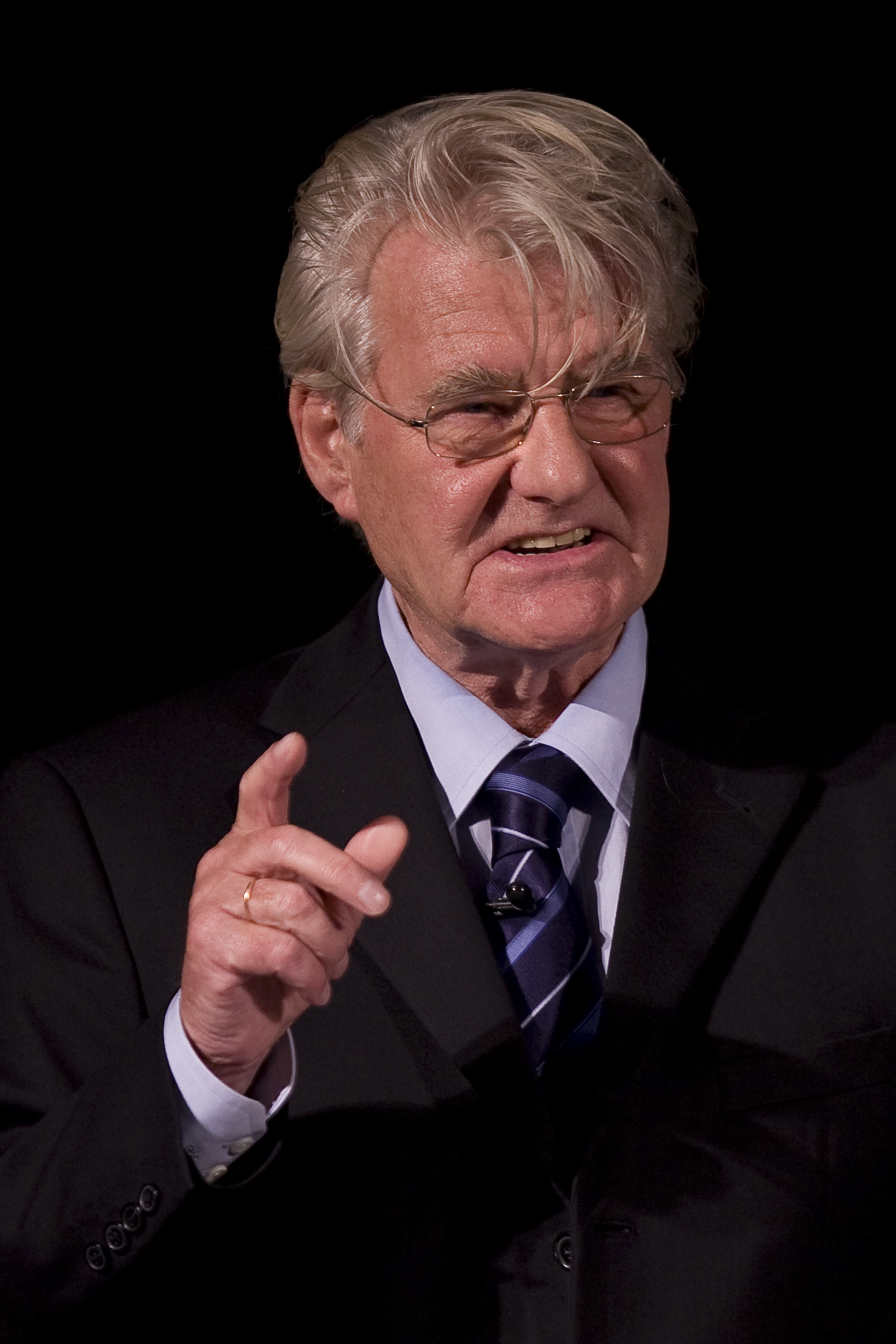
Alexander Deichsel an der Universität Hamburg im Juni 2015

Alexander Deichsel (* 23. Februar 1935) ist ein deutscher Sozialwissenschaftler.

## Werdegang
Er legte das Abitur am Hamburger Christianeum ab, studierte Romanistik, Germanistik, Slavistik in München, Lausanne, Paris und Kiel und, nach dem Examen als Assessor des Lehramtes, Soziologie an der Universität Hamburg.
Dort wurde er Assistent bei Janpeter Kob und 1977 Professor für Soziologie (emeritiert 2000). An der Universität Hamburg gründete Deichsel die Ferdinand-Tönnies-Arbeitsstelle (seit 2003 an der Alpen-Adria-Universität Klagenfurt). Von 2010 bis 2020 war er Präsident der Ferdinand-Tönnies-Gesellschaft e. V. in Kiel und federführender Herausgeber der Ferdinand Tönnies Gesamtausgabe.
Er gilt als Begründer der Markensoziologie als wissenschaftlicher Grundlage der Markentechnik, seinem heutigen Arbeitsgebiet, war Mitbegründer des 1993 entstandenen „Institut für Markentechnik Genf“ und bis 2014 Mitglied in dessen Direktorium. Seit April 2015 ist er Wissenschaftlicher Associate des Büro für Markenentwicklung in Hamburg. Als ehemaliger Gastprofessor am Collège de France und der Universität Zürich hält er heute Gastvorlesungen zur Wirtschaftssoziologie an der Staatlichen Universität St. Petersburg. Außerdem hält er Vorlesungen an der Universität Hamburg mit dem Schwerpunkt Markensoziologie.
Alexander Deichsel ist seit 1971 verheiratet mit der Dramaturgin i. R. Renate Voss, beide zusammen haben zwei Kinder und drei Enkelkinder.

## Schriften (Auswahl)

### Verfasser
- Mit Oliver Carlo Errichiello und Arnd Zschiesche: Grundlagen der Markensoziologie. Die sozialen Prinzipien von Markenbildung und -führung in Theorie und Praxis. Springer Fachmedien, Wiesbaden 2017, ISBN 978-3-658-17420-0.
- Von Tönnies her gedacht. Soziologische Skizzen. Geringfügig aktualisierter Nachdruck der Ausgabe von 1987, herausgegeben und mit einem Nachwort von Arno Bammé, Profil Verlag, München/Wien 2020, ISBN 978-3-89019-749-4 (ursprünglich: Fechner-Verlag, Materialien der Ferdinand-Tönnies-Arbeitsstelle am Institut für Soziologie der Universität Hamburg, Band 5, Hamburg 1987, ISBN 978-3-9801498-0-8).
- Markensoziologie. 2. Auflage, Deutscher Fachverlag, Frankfurt am Main 2006, ISBN 978-3-86641-084-8 (Erste Auflage: Deutscher Fachverlag, Frankfurt am Main 2004, ISBN 978-3-87150-849-3).
- Weltgeschichte. Teil: Morgen der Menschheit. Vorgeschichte und frühe Hochkulturen. Bertelsmann Lexikothek-Verlag, Gütersloh 1988. ISBN 978-3-570-09651-2.
- Soziologie. Eine Einführung. Bertelsmann Lexikothek-Verlag, Gütersloh 1982. ISBN 978-3-570-03399-9.
- Elektronische Inhaltsanalyse. Zur quantitativen Beobachtung sprachlichen Handelns. Spiess-Verlag, Berlin 1975, ISBN 978-3-920889-37-5, zugleich Dissertationsschrift, Universität Hamburg, 1976.

### Herausgeber
- Mit Rolf Fechner und Rainer Waßner: Ferdinand Tönnies. Kritik der Öffentlichen Meinung, in: Ferdinand Tönnies Gesamtausgabe (TG), Bd. 14, Walter de Gruyter, Berlin/New York 2002, ISBN 3-11-015349-1.
- Mit Domizlaff, Hans: Und alles ordnet die Gestalt, Gedanken und Gleichnisse. Kriterion-Verlag, Zürich 1992, ISBN 978-3-906639-02-4.
- Mit Lars Clausen u. a.:  Ferdinand Tönnies Gesamtausgabe (TG), 24 Bde., Walter de Gruyter, Berlin/New York 1998 ff.
- Mit Bernd Thuns: Formen und Möglichkeiten des Sozialen. Eine Gedenkschrift für Janpeter Kob. Verlag Weltarchiv, Hamburg 1988, ISBN 978-3-87895-360-9.

### Buchbeiträge
- Der Tod des Sokrates, in: Cornelius Bickel und Sebastian Klauke (Hrsg.): Ferdinand Tönnies und die Soziologie- und Geistesgeschichte. Springer VS, Wiesbaden 2022, ISBN 978-3-658-39240-6, S. 313–325.